# Orchestrion

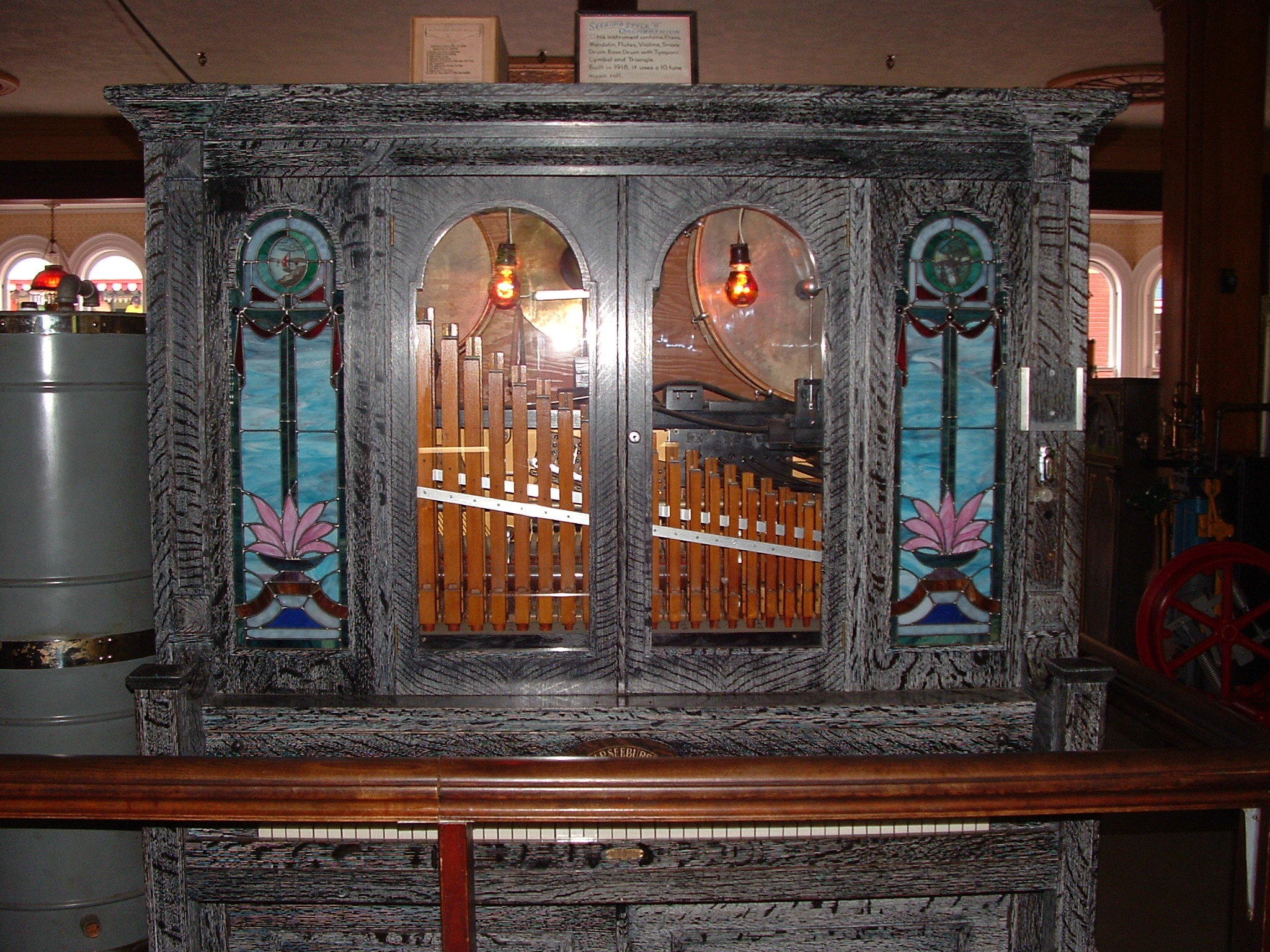
El Seeburg Orchestrion, "model G" de 1918 utilitzava un rotlló de música de deu cançons i tocava intruments de vent, corda i percussió.

Orchestrion és un instrument musical mecànic que reprodueix de manera automàtica tota una sèrie d'instruments per sonar com una orquestra o banda. És un model evolucionat de caixa de música o orguenet. Hi ha diferents sistemes per a registrar i reproduir la música: cilindres amb de fusta amb pius, un rotlló perforat, o llibres de targetes perforades, inventades originalment per Joseph Marie Jacquard, per teixir motius de manera automàtica. Els pius o els forats, accionen un sistema de palanques que trametia l'impuls de manera mecànica a cordes, a pistons d'instruments a vent, als martells d'un piano o la percussió o a les vàlvules de tubs d'orgue.
Els primers orchestrions van construir-se a Alemanya. El 1805 Johann Nepomuk Mälzel treia la moda amb el seu panharmònic. Van ser molt populars sobretot al segle xix i la primera meitat del segle xx. El 1847, Michael Welte va construir un dels orchestrions més grans amb uns 590 instruments, l'apogeu del que va esdevenir un veritable ram industrial. A la vora del 1900, només a Alemanya, hi havia més de cinquanta fàbriques d'instruments automàtics. El 6 d'abril de 1904 va obrir-se a la rambla de Barcelona el Cinematógrafo Belio-Graff que feia propaganda per als concerts amb el seu «magnífico Orchestrion único en España», que un any més tard ja era esdevingut el «monumental Orchestrión eléctrico único en el mundo».